# Serpentine Nemzeti Park
A Serpentine Nemzeti Park Nyugat-Ausztráliában található, Perthtől 50 kilométernyire délkeletre helyezkedik el a Darling-hegységben.  
A park területét 1957-ben nyilvánították nemzeti parkká.
A nemzeti park legfőbb turistalátványossága a Serpentine-vízesés, amely valójában több vízesés láncolata a Serpentine-folyó felsőbb folyásán. További látnivalók még a Serpentine Dam, amely a Serpentine-folyón létesített víztározó, ami Perth vízellátását biztosítja, illetve a Serpentine Pipehead Dam, amely egy kisebb víztározó gátja a folyón. 
A North Dandalup Important Bird Area madárvédelmi körzet szintén a nemzeti park területén belül helyezkedik el. .

## Galéria

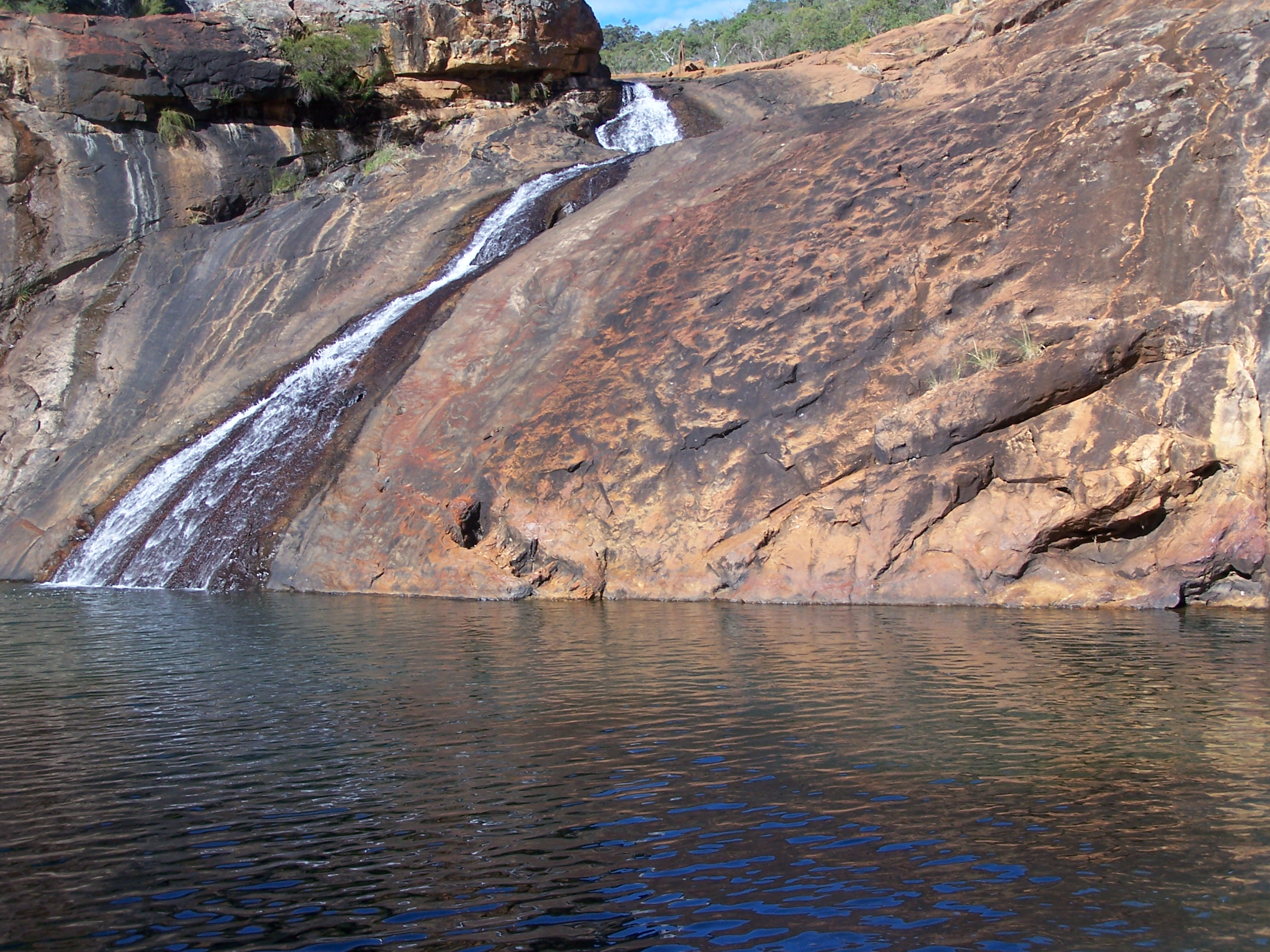
A Serpentine-vízeséscsoport
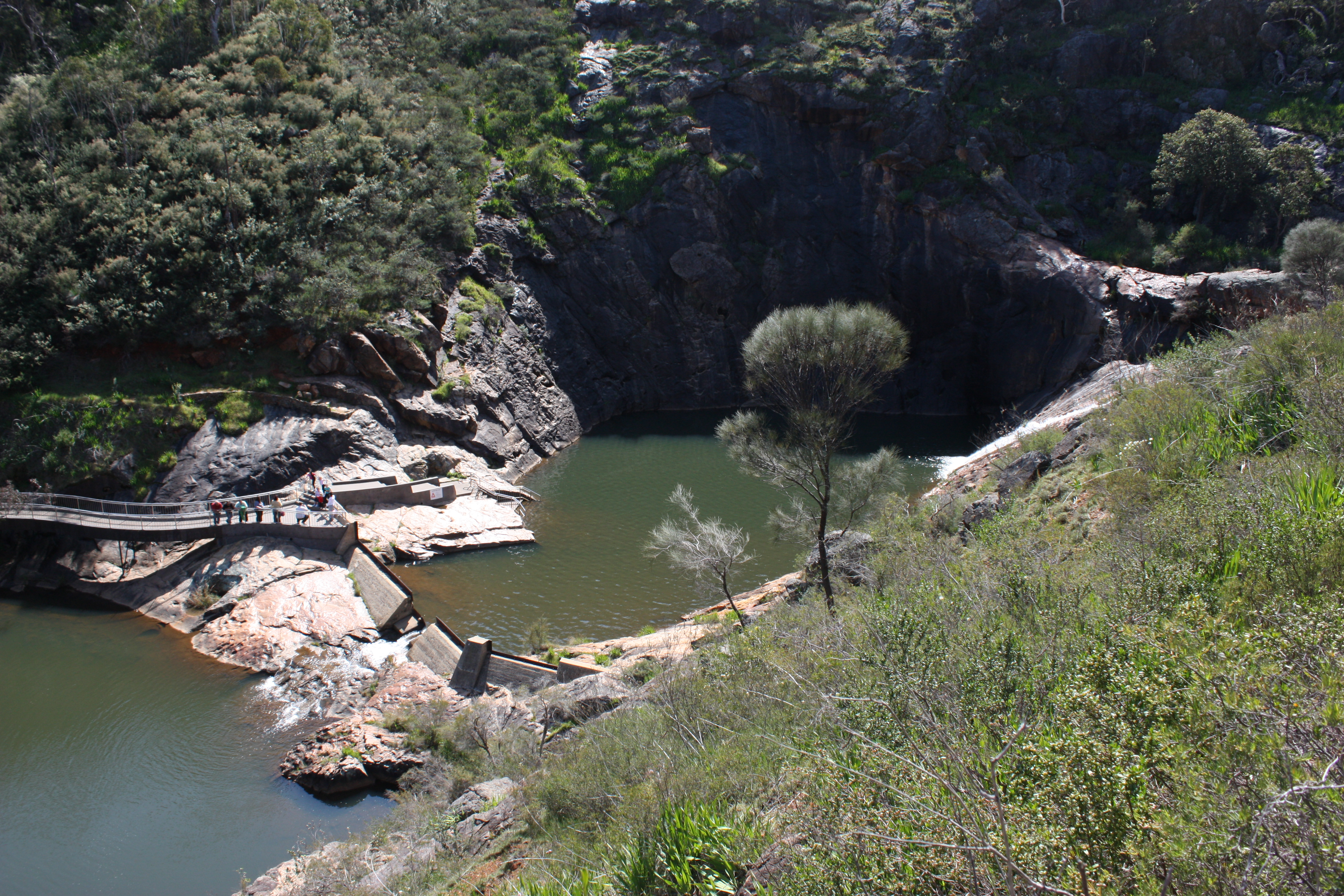
A vízesés látképe délről

## Fordítás
Ez a szócikk részben vagy egészben  a   Serpentine National Park című angol Wikipédia-szócikk ezen változatának fordításán alapul.  Az eredeti cikk szerkesztőit annak laptörténete sorolja fel. Ez a jelzés csupán a megfogalmazás eredetét és a szerzői jogokat jelzi, nem szolgál a cikkben szereplő információk forrásmegjelöléseként.